# Thysanotus gracilis
Thysanotus gracilis är en sparrisväxtart som beskrevs av Robert Brown. Thysanotus gracilis ingår i släktet Thysanotus och familjen sparrisväxter. Inga underarter finns listade i Catalogue of Life.